# Henri Guillaume Galeotti
Pour les articles homonymes, voir Galeotti.
Henri Guillaume Galeotti (10 septembre 1814 à Paris - 14 mars 1858) est un botaniste et géologue franco-belge d'origine italienne, connu principalement pour ses travaux sur les cactus.

## Carrière
Il étudie la géologie et l'histoire naturelle à l'Établissement géographique de Bruxelles, et est diplômé en 1835 avec une dissertation remarquée sur la géologie du Brabant. Il passe ensuite 5 ans au Mexique, à effectuer des recherches géologiques et botaniques. On lui doit la découverte d'un grand nombre de plantes, particulièrement des cactus.
En 1840, on lui propose un poste d'enseignant en botanique à l'Université Libre de Bruxelles, qu'il refuse, préférant travailler à sa pépinière en dehors de Bruxelles, où il cultive des plantes en provenance du Mexique, qu'il revend ensuite. Il collabore avec le botaniste Martin Martens sur l'étude des espèces du Mexique. En 1853, il devient directeur du Jardin botanique de Bruxelles, jusqu'à sa mort de la tuberculose en 1858
En 1852 il devient éditeur du Journal d'Horticulture Pratique et crée en 1857 le Bulletin de la Société Royale d’Horticulture de Belgique et du Jardin botanique de Bruxelles. À sa mort en 1858, son herbarium est acheté à sa veuve par le Jardin botanique de Bruxelles.
Le genre Galeottia de la famille des Orchidaceae est nommé en son honneur.